# Terebrantia
I Terebrantia Haliday, 1836, o Parasitica fanno riferimento ad una categoria sistematica interna all'ordine degli Imenotteri Apocriti posizionata al rango di sezione.

## Inquadramento sistematico
Questo raggruppamento fa parte della classificazione tradizionale, che distingueva gli Apocriti in due grandi gruppi: quello dei Terebrantia, comprendente Imenotteri forniti di terebra con funzione di ovideposizione, in gran parte costituiti da insetti artropofagi o, in minor misura, fitofagi, e quello degli Aculeata, comprendente Imenotteri con terebra retratta ed estroflettibile, la cui funzione primaria di ovideposizione è stata persa.
Dal punto di vista filogenetico i Terebrantia non costituiscono un raggruppamento monofiletico pertanto vanno intesi come un insieme artificiale in cui si sono fatti confluire tutti i taxa che non rientrano fra gli Aculeati. Il più recente orientamento pertanto è quello di non considerare la tradizionale suddivisione degli Apocriti in Terebrantia e Aculeata, bensì quello di adottare lo schema che suddivide il sottordine direttamente in superfamiglie.

## Suddivisione interna
Le superfamiglie tradizionalmente annoverate fra i Terebrantia sono le seguenti:
- Ceraphronoidea
- Chalcidoidea
- Cynipoidea
- Evanioidea
- Ichneumonoidea
- Megalyroidea
- Mymarommatoidea - (sinonimo Serphitoidea)
- Platygastroidea
- Proctotrupoidea
- Stephanoidea
- Trigonaloidea

Il termine di Parasitica, sinonimo di Terebrantia, è fuorviante in quanto presupporrebbe che in questa categoria confluiscono gli Imenotteri parassitoidi. In realtà hanno comportamento parassitico anche diversi Imenotteri compresi nelle superfamiglie dei Vespoidea e dei Chrysidoidea, fra gli Aculeati, e una piccola famiglia, quella degli Orussidae, fra i Symphyta.